# Mammillaria mieheana
Mammillaria mieheana ist eine Pflanzenart aus der Gattung Mammillaria in der Familie der Kakteengewächse (Cactaceae). Das Artepitheton mieheana ehrt den deutschen Gartenbauer G. Miehe aus Hannover.

## Beschreibung
Mammillaria mieheana wächst stark sprossend und Gruppen bildend. Die zylindrischen Triebe werden bis zu 15 Zentimeter hoch und erreichen einen Durchmesser von 5 Zentimeter. Die kurzen, eiförmigen Warzen führen keinen Milchsaft. Die Axillen sind vor allem in Scheitelnähe mit weißer Wolle besetzt. Die 3 bis 6 Mitteldornen sind beinahe gerade, gelb bis braun und werden 1,5 Zentimeter lang. Die 18 bis 20 hellgelben bis weißen Randdornen sind 8 bis 15 Millimeter lang.
Die gelben Blüten sind 1,5 Zentimeter lang und haben einen ebensolchen Durchmesser. Die keulig bis eiförmig geformten Früchte sind weißlich durchscheinend. Sie werden 1,5 Zentimeter lang und enthalten goldbraune Samen.

## Verbreitung  und Systematik
Mammillaria mieheana ist im mexikanischen Bundesstaat Querétaro verbreitet. Die Erstbeschreibung erfolgte 1933 durch Ernst Tiegel (1879–1936). Ein nomenklatorisches Synonym ist Leptocladia mieheana (Tiegel) Buxb. (1951, unkorrekter Name ICBN-Artikel 11.4).

## Nachweise